# 적량초등학교 삼화분교
적량초등학교 삼화분교는 대한민국 경상남도 하동군 적량면 동촌길 21-2 (동리)에 있었던 공립 초등학교이다.

## 연혁
- 1938년 5월 17일 간이학교 인가
- 1943년 4월 5일 삼화공립국민학교 설립인가
- 1972년 5월 3일 명사분교장 설립
- 1978년 8월 20일 명사분교장 청암국민학교로 이관
- 1994년 3월 1일 적량국민학교 삼화분교장으로 편입
- 1999년 3월 1일 적량초등학교로 통폐합